# Andrea Klikovac
Andrea Klikovac (Podgorica, 1991. május 5. –) olimpiai ezüstérmes, Európa-bajnok montenegrói válogatott kézilabdázó, jobbátlövő. Visszavonulását megelőzően a román CSM București játékosa volt.

## Pályafutása

### Klubcsapatokban
Andrea Klikovac kilencéves korában kezdett kézilabdázni szülővárosában, Podgoricában. A 2007–2008-as szezonban a Petrol Bonus Podgorica színeiben a nemzetközi kupaporondon, az Kupagyőztesek Európa-kupájában is bemutatkozhatott. 2009 és 2011 között a ŽRK Biseri játékosa volt. A 2011–2012-es szezont a macedón Žito Prilepben töltötte, majd csatlakozott a Vardar Szkopje csapatához. 2013-ban, 2014-ben, 2015-ben, 2016, 2017-ben és 2018-ban bajnoki címet nyert a csapattal, majd a 2013–2014-es szezontól kezdve minden évben bejutott csapatával a Bajnokok Ligája négyes döntőjébe, ahol 2017-ben és 2018-ban is döntőt játszhatott, de a Vardar mindkét mérkőzést elveszítette, mindkét alkalommal a Győri Audi ETO ellen. A Vardar pénzügyi nehézségei miatt a csapat meghatározó játékosai elhagyták a csapatot, Klikovac 2018 nyarán a Kisvárdai KC játékosa lett. 2019. március 1-jén bejelentették, hogy a következő szezontól a CSM Bucureștiben folytatja pályafutását.

### A válogatottban
2010-ben U20-as világbajnoki bronzérmet szerzett. A montenegrói válogatottban 2011-ben mutatkozott be. 2012-ben Európa-bajnoki címet szerzett a válogatottal. Részt vett a 2016-os riói olimpián.

## Sikerei, díjai
- Macedón bajnokság győztese: 2013, 2014, 2015, 2016, 2017, 2018
- Macedón Kupa győztese: 1994, 2014, 2015, 2016, 2017
- Bajnokok Ligája

 Döntős (2): 2016–17, 2017–18
 Bronzérmes (3): 2013–14, 2014–15, 2015–16